# 小行星6289
小行星6289（6289 Lanusei）是一颗围绕太阳公转的小行星。1984年4月28日，華特·費雷里、溫琴佐·扎帕拉在拉西拉天文台发现了此天体。
这颗小行星的绝对星等为169.35803等。